# Reserva Natural do Estuário do Sado

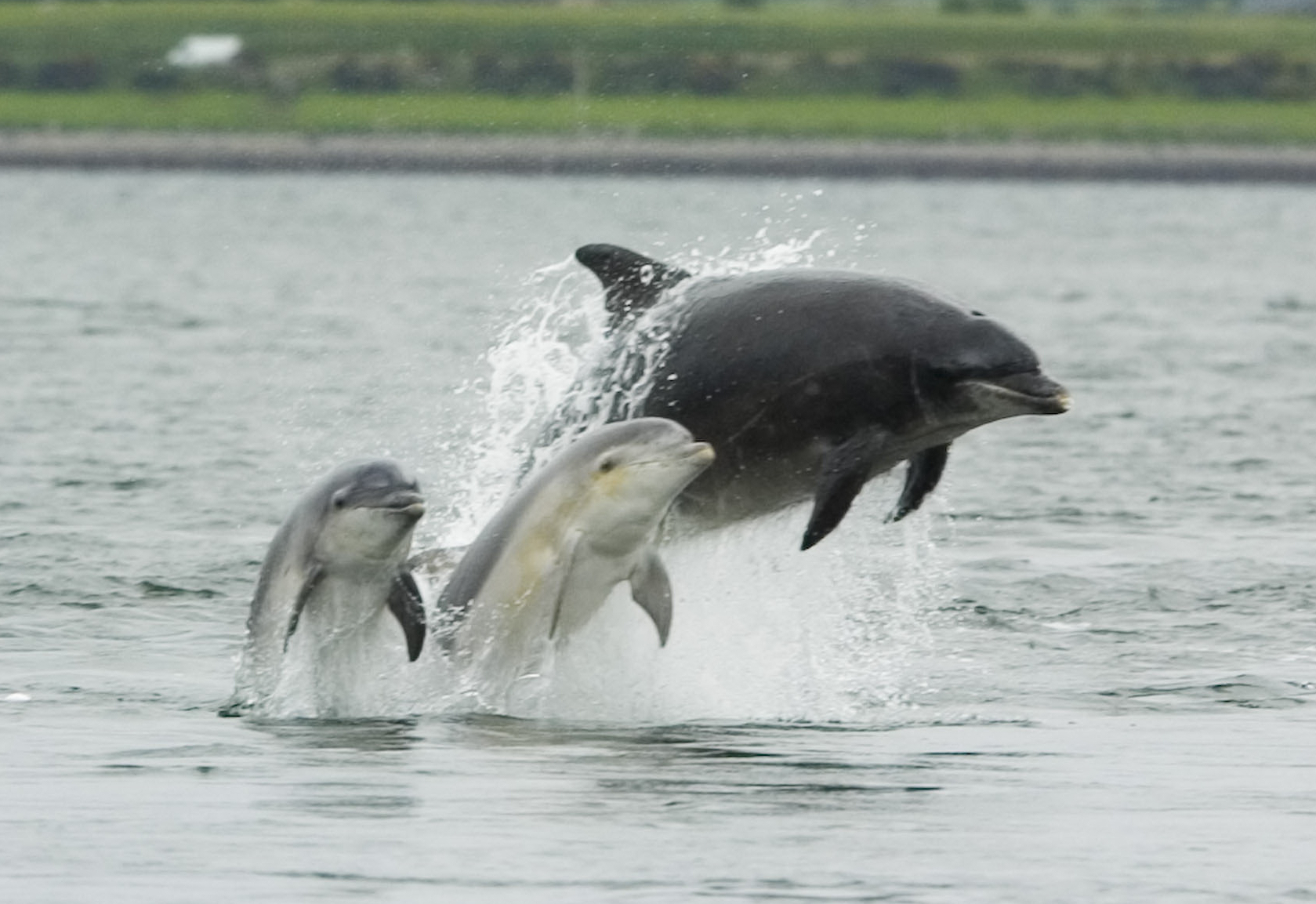
Roaz-corvineiro

A Reserva Natural do Estuário do Sado (RNES) situa-se no sul de Portugal. Ocupa uma área total de 23.160 hectares, integrados nos concelhos de Setúbal, Alcácer do Sal, Grândola e Palmela, tendo sido criada por meio do Decreto-Lei nº 430/80, de 1 de Outubro, à poluição que afecta o estuário do Sado e ao perigo de danificar o património natural de interesse botânico e faunístico existente. Está também classificada como Biótopo CORINE. É também um sítio Ramsar
O estuário do Sado desenvolveu-se ao abrigo da península de Troia, formada há pelo menos 5000 anos.
Neste local existe o registo de 221 espécies de aves. É um local de nidificação, repouso ou invernada para diversas aves com destaque para o tartaranhão-dos-pauis (Circus aeruginosus), o alfaiate (Recurvirostra avosetta), o flamingo-comum (Phoenicopterus roseus), o merganso-de-poupa (Mergus serrator), o maçarico-real (Numenius arquata), o milherango (Limosa limosa), o ostraceiro (Haematopus ostralegus), o pato-trombeteiro (Anas clypeata), o pernilongo (Himantopus himantopus), o pilrito-de-peito-preto (Calidris alpina) e a tarambola-cinzenta (Pluvialis squatarola). Importante, igualmente, para a desova, desenvolvimento e crescimento de vários peixes e do roaz-corvineiro (Tursiops truncatus).
É no estuário do Sado que se encontram os estaleiros navais da Mitrena (ex-Setenave) actual centro laboral da Lisnave.